# Веприцкая, Людмила Васильевна
Людмила Васильевна Веприцкая (25 сентября 1902, Севастополь, Российская империя — 1988) — советская детская писательница и сценаристка, Член Союза писателей СССР (1935—88).

## Биография
Родилась 25 сентября 1902 года в Севастополе. В 1932 году поступила в МГУ, которая она окончила в 1937 году. В 1928 году начала заниматься литературным творчеством, чуть позже написала ряд сценариев для детских фильмов. 
Скончалась в 1988 году.

## Фильмография

### Сценаристка
- 1930 — Лягавый
- 1952 — Валидуб